# Vanilla crenulata
Vanilla crenulata är en orkidéart som beskrevs av Robert Allen Rolfe. Vanilla crenulata ingår i släktet Vanilla och familjen orkidéer. Inga underarter finns listade i Catalogue of Life.